# المشخصاتي (فلم)
المشخصاتي (أي الممثل) هو فيلم مصري من إنتاج عام 2003.

## قصة الفيلم
شلبي يبحث عن فرصة للعمل في السينما، يتنكر في زى الفتاة الحسناء هند الحريري، ويتوجه إلى شركة إنتاج سينمائي، ويحاول الحصول على فرصته بإغواء كل العاملين بالشركة، ويكشف حقيقته حين تشهر زوجة المدير مسدسها عليه، وبحثا عن فرصة أخرى فإن الريجسير عزب يطلب منه أن يقلد المطرب عمرو دياب كي يغني في حفل زفاف أحد الأصدقاء في حي شعبي، مقابل مائة جنيه، وعقب الحفل تقوم إحدى العصابات بخطف شلبي على أنه عمرو دياب بحثا عن فدية، ثم يتم الإفراج عنه من أجل أن يواصل تشخيص بعض المشاهير، منهم عادل إمام الذي يذهب للتعزية في وفاة أحد المواطنين، ومحمد فؤاد الذي عليه أن يجعل المعجبة زمردة تكرهه بعد أن يعاملها بجفاء، ثم أحمد زكي وهو يجسد الجزء الثاني من فيلم أيام السادات، والريس متقال في العريش. تستغله إحدى العصابات في نقل شحنة مخدرات، وعندما يكتشف الأمر يقومون باختطاف خطيبته هبة، فيجد نفسه يجسد شخصية مدير أمن يقود مجموعة من رجال الشرطة للقبض على عصابة التهريب، وتخليص حبيبته، ويحصل على فرصة في توقيع عقد البطولة في أول فيلم.

## بطولة
- تامر عبد المنعم
- شيماء عقيد
- حجاج عبد العظيم
- محمد يوسف
- سامي سرحان
- طلعت زكريا
- أحمد عقل
- محمود أبو زيد
- سعيد طرابيك
- حسن الديب
- ناجي سعد
- سيد جبر
- هنا الزاهد

## فريق العمل
- إخراج: فخر الدين نجيدة
- تأليف: مهدي يوسف
- إنتاج: نايل توتاله للإنتاج
- توزيع: الشركة العربية للإنتاج والتوزيع السينمائي
- مونتاج: سعيد المباشر
- موسيقى تصويرية: أشرف عبد المنعم
- مدير التصوير: كمال عبد العزيز

## وصلات خارجية
- مقالات تستعمل روابط فنية بلا صلة مع ويكي بيانات